# Faride Alidou
Faride Alidou, né le 18 juillet 2001 à Hambourg en Allemagne, est un footballeur allemand qui évolue au poste d'ailier gauche au FC Kaiserslautern.

## Biographie

### En club
Né à Hambourg en Allemagne, Faride Alidou est formé par le club de sa ville natale, le Hambourg SV, qu'il rejoint en 2012. Il joue son premier match en professionnel le 16 octobre 2021, à l'occasion d'une rencontre de championnat contre le Fortuna Düsseldorf. Il entre en jeu et les deux équipes se neutralisent ce jour-là (1-1),.
Alors qu'il est en fin de contrat en juin 2022 avec le Hambourg SV, Alidou s'engage avec l'Eintracht Francfort dès le mois de mars, signant un contrat courant jusqu'en juin 2026 et effectif à partir du 1er juillet 2022,.

### En équipe nationale
Né et ayant grandi en Allemagne, Faride Alidou possède également des origines togolaises. Il peut représenter ces deux nations en sélection.
En novembre 2021, Alidou est convoqué pour la première fois en équipe d'Allemagne des moins de 20 ans. Il se met en évidence en inscrivant un but et en délivrant une passe décisive contre l'équipe de France.
En mars 2022, Alidou est convoqué pour la première fois avec l'équipe d'Allemagne espoirs par le sélectionneur Antonio Di Salvo. Le 25 mars 2022, il joue son premier match avec les espoirs, face à la Lettonie. Il entre en jeu à la place d'Ansgar Knauff ce jour-là, et son équipe l'emporte largement par quatre buts à zéro.

## Statistiques
| Saison                | Club                  | Championnat           | Championnat | Championnat | Coupe(s) nationale(s) | Coupe(s) nationale(s) | Compétition(s) continentale(s) | Compétition(s) continentale(s) | Compétition(s) continentale(s) | Total | Total |
| Saison                | Club                  | Division              | M.          | B.          | M.                    | B.                    | Comp.                          | M.                             | B.                             | M.    | B.    |
| 2019-2020             | Hambourg SV II        | Regionalliga Nord     | 7           | 1           | -                     | -                     | -                              | -                              | -                              | 7     | 1     |
| 2020-2021             | Hambourg SV II        | Regionalliga Nord     | 10          | 1           | -                     | -                     | -                              | -                              | -                              | 10    | 1     |
| 2021-2022             | Hambourg SV II        | Regionalliga Nord     | 7           | 1           | -                     | -                     | -                              | -                              | -                              | 7     | 1     |
| Sous-total            | Sous-total            | Sous-total            | 24          | 3           | 0                     | 0                     | -                              | 0                              | 0                              | 24    | 3     |
| 2021-2022             | Hambourg SV           | 2. Bundesliga         | 23          | 2           | 4                     | 0                     | -                              | 0                              | 0                              | 27    | 2     |
| Sous-total            | Sous-total            | Sous-total            | 23          | 2           | 4                     | 0                     | -                              | 0                              | 0                              | 27    | 2     |
| 2022-2023             | Eintracht Francfort   | Bundesliga            | 15          | 0           | 1                     | 0                     | C1                             | 5                              | 1                              | 21    | 1     |
| Sous-total            | Sous-total            | Sous-total            | 15          | 0           | 1                     | 0                     | -                              | 5                              | 1                              | 21    | 1     |
| 2023-2024             | FC Cologne (prêt)     | Bundesliga            | 14          | 2           | -                     | -                     | -                              | -                              | -                              | 14    | 2     |
| Total sur la carrière | Total sur la carrière | Total sur la carrière | 76          | 7           | 5                     | 0                     | -                              | 5                              | 1                              | 86    | 8     |